# .az
.az je vrhovna internetska domena (country code top-level domain - ccTLD) za Azerbajdžan. Domenom upravlja Azerbaijan Communications.

## Vanjske poveznice
- IANA .az whois informacija  Arhivirana inačica izvorne stranice od 16. svibnja 2008. (Wayback Machine)